# Григориполисский район
Григориполисский район — административно-территориальная единица в составе Юго-Восточной области и Северо-Кавказского края, существовавшая в 1924—1929 годах. Центр — станица Григориполисская.
Григориполисский район был образован 19 июля 1924 года в составе Армавирского округа Юго-Восточной области. 16 октября 1924 года Юго-Восточная область была преобразована в Северо-Кавказский край.
К началу 1925 года в Григориполисский район входили 5 сельсоветов: Новомихайловский, Отрадо-Кубанский, Отрадо-Ольгинский, Тысячный и Фельдмаршальский.
6 ноября 1929 года Вознесенский район был упразднён. При этом Григориполисский и Фельдмаршальский с/с были переданы в Новоалександровский район, а Новомихайловский, Отрадо-Кубанский, Отрадо-Ольгинский и Тысячный — в Кропоткинский район.